# Решке, Фердинанд
Фердинанд (Ферди) Решке (нем. Ferdinand (Ferdi) Raeschke; 19 февраля 1920, Гамбург — 19 июня 1987, Гамбург) — немецкий боксёр, представитель полусредней весовой категории. Выступал за сборную Германии по боксу в 1939—1944 годах, чемпион национального первенства, победитель чемпионата Европы в Бреслау, участник ряда матчевых встреч с другими сборными. В 1945—1950 годах боксировал также на профессиональном уровне.

## Биография
Фердинанд Решке родился 19 февраля 1920 года в Гамбурге, Германская империя.
В 1932 году в результате Альтонских беспорядков потерял мать — её убило шальной пулей, влетевшей в кухонное окно. Оставшись без родительской опеки, Фердинанд решил полностью посвятить себя боксу.
Впервые заявил о себе в боксе на международной арене в 1939 году, когда вошёл в состав немецкой национальной сборной и принял участие в матчевой встрече со сборной Венгрии в Будапеште — его поединок против венгра Имре Манди закончился ничьей.
В 1940 году победил итальянца Роберто Пройетти в матчевой встрече со сборной Италии в Берлине, но позже проиграл нокаутом другому итальянскому боксёру Эджисто Пейре в ответной встрече в Милане.
В 1941 году одержал победу на чемпионате Германии в зачёте полусредней весовой категории, выиграл здесь у всех соперников по турнирной сетке, в том числе в финале взял верх над чемпионом Европы и серебряным призёром Олимпийских игр Михаэлем Мурахом. Помимо этого, боксировал в матчевой встрече со сборной Дании в Мюнхене, выиграв по очкам у датчанина Эрика Петерсена.
В 1942 году стал лучшим на неофициальном чемпионате Европы в Бреслау — здесь участвовали представители стран нацистского блока и нейтральной Швеции, и впоследствии Международная ассоциация любительского бокса аннулировала результаты этого турнира.
На чемпионате Германии 1944 года в Решке выиграл серебряную медаль в полусреднем весе, уступив в финале Вальтеру Шнайдеру из Легницы.
После окончания Второй мировой войны в 1945 года Фердинанд Решке начал карьеру профессионального боксёра. Как профессионал боксировал исключительно на территории Германии, в общей сложности в течение пяти лет провёл 57 боёв, из которых 39 выиграл (в том числе 10 досрочно), 6 проиграл, тогда как в 12 случаях была зафиксирована ничья.
Завершив спортивную карьеру, открыл собственную пивную таверну в районе Санкт-Паули в Гамбурге, носившую названия Cap der Guten Hoffnung и Bei Ferry. Владел ей вплоть до начала 1980-х годов, после чего она была продана.
Умер 16 июня 1987 года в Гамбурге в возрасте 67 лет.